# Hilda Bynoe
Hilda Louisa Bynoe, née Hilda Louisa Gibbs le 18 novembre 1921 à Crochu (paroisse Saint-David, Grenade) et morte le 6 avril 2013 à Trinité-et-Tobago, est un médecin et une femme d'État grenadienne, gouverneur de la Grenade, alors possession britannique, de 1968 à 1972.

## Biographie
Jeune adulte, elle s'installe à Trinité-et-Tobago, où elle enseigne au couvent Saint-Joseph de San Fernando, à Trinité, puis à l'école secondaire de Port-of-Spain. Elle étudie la médecine à la London School of Medicine for Women à Londres de 1944 à 1951, année où elle obtient son diplôme.
En 1953, elle retourne dans les Caraïbes avec son mari et ses deux filles. Elle travaille comme médecin à Trinité et au Guyana pendant 15 ans.

### Gouverneur de Grenade
En juin 1968, elle est nommée gouverneur de Grenade, Carriacou et Petite Martinique et devient la première femme à occuper un tel poste dans le Commonwealth. Elle est aussi le premier gouverneur de Grenade à être née sur l'île.
En 1969, Élisabeth II la nomme Dame Commander de l'ordre de l'empire britannique.
Après la fin de son mandat de gouverneur en 1972, elle reprend sa pratique médicale et retourne vivre à Trinité en 1974, où elle prend sa retraite en 1990.